# Wereldkampioenschappen schaatsen afstanden 2023 - Teamsprint mannen
De teamsprint mannen op de wereldkampioenschappen schaatsen afstanden 2023 werd gereden op donderdag 2 maart 2023 in het ijsstadion Thialf in Heerenveen, Nederland.
Titelverdediger was de Noorse ploeg (2022) die keer verreden in combinatie met het WK sprint en WK allround. Nu werd deze discipline wederom op de afstandskampioenschappen verreden. Wereldkampioen werd Canada voor Nederland en Noorwegen.

## Uitslag
| #      | Land             | Naam                                                             | Tijd    |
| ------ | ---------------- | ---------------------------------------------------------------- | ------- |
| Goud   | Canada           | Christopher Fiola Laurent Dubreuil Antoine Gélinas-Beaulieu      | 1.19,26 |
| Zilver | Nederland        | Merijn Scheperkamp Hein Otterspeer Wesly Dijs                    | 1.19,67 |
| Brons  | Noorwegen        | Bjørn Magnussen Henrik Fagerli Rukke Håvard Holmefjord Lorentzen | 1.19,80 |
| 4      | Polen            | Marek Kania Piotr Michalski Damian Żurek                         | 1.20,21 |
| 5      | Duitsland        | Niklas Kurzman Hendrik Dombek Moritz Klein                       | 1.21,01 |
| 6      | Verenigde Staten | Cooper McLeod Austin Kleba Conor McDermott-Mostowy               | 1.21,02 |
| 7      | Kazachstan       | Alexander Klenko Artur Galiyev Dmitry Morozov                    | 1.22,90 |
| 8      | China            | Wang Shiwei Lian Ziwen Ning Zhongyan                             | DNF     |

2019 · 
2020 · 2021 · 2022 .
2023 .
2024 ·
2025